# Norops mariarum
Norops mariarum este o specie de șopârle din genul Norops, familia Polychrotidae, descrisă de Thomas Barbour în anul 1932. Conform Catalogue of Life specia Norops mariarum nu are subspecii cunoscute.